# Gema Pascual
Gema Pascual Torrecilla (ur. 12 stycznia 1979 w Madrycie) – hiszpańska kolarka torowa i szosowa, brązowa medalistka torowych mistrzostw świata.

## Kariera
Pierwszy sukces Gema Pascual osiągnęła w 1996 roku, kiedy została mistrzynią Hiszpanii juniorów w indywidualnej jeździe na czas. W 1999 i 2001 roku była wicemistrzynią kraju w tej konkurencji w kategorii elite. W 2004 roku brała udział w igrzyskach olimpijskich w Atenach, gdzie była siódma w wyścigu punktowym. Na rozgrywanych dwa lata później mistrzostwach świata w Bordeaux wywalczyła brązowy medal w tej samej konkurencji, wyprzedziły ją tylko Włoszka Vera Carrara i Rosjanka Olga Slusariewa. Od 2009 roku skupiła się na kolarstwie szosowym, jest zawodniczką drużyny Bizkaia - Durango.